# Escuela literaria de Ohrid

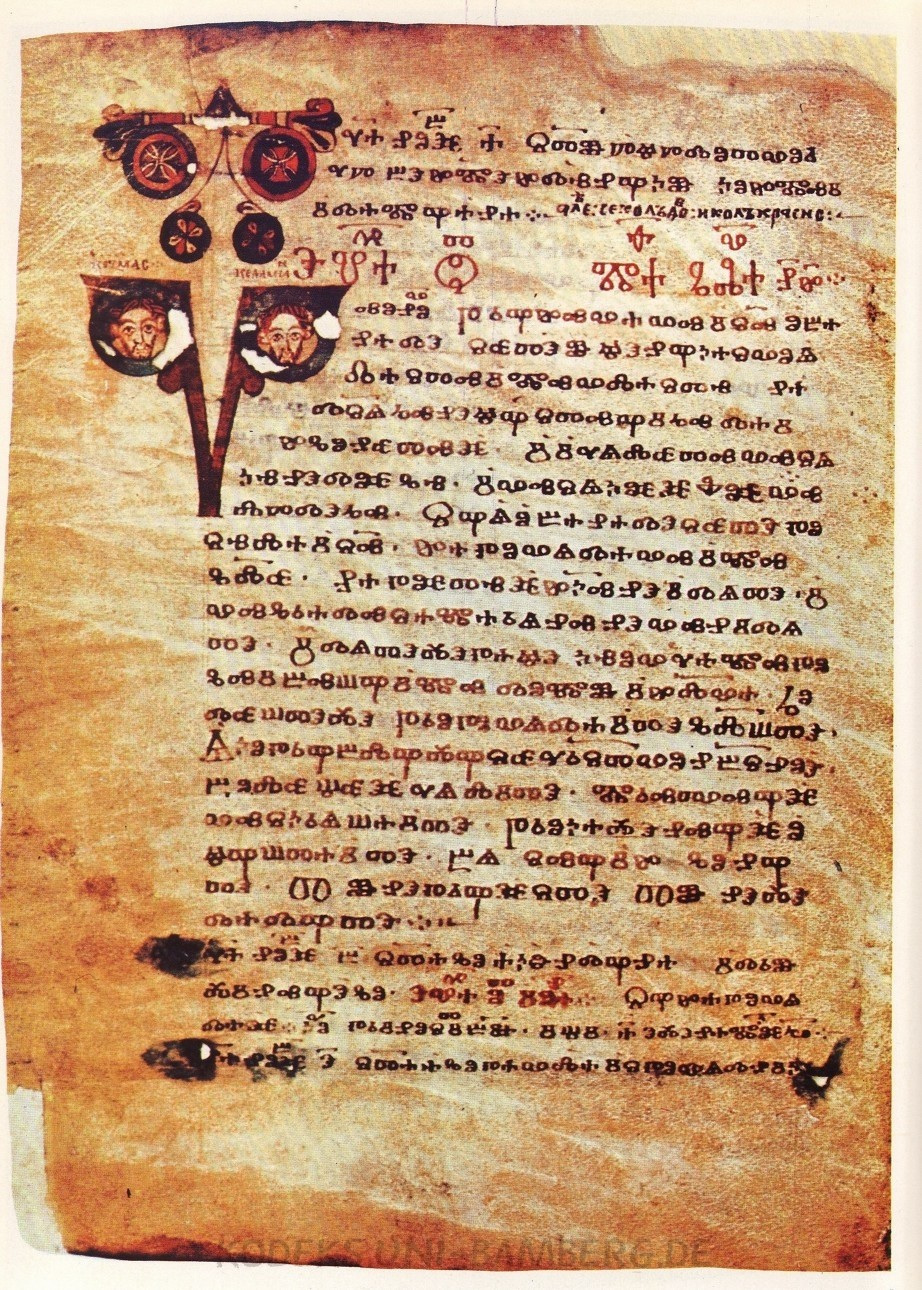
Codex Assemanianus, uno de los primeros ejemplos de los viejos textos eslavos, escritos en antiguo eslavo eclesiástico empleando el alfabeto glagolítico, que pueden haber sido creados en la Escuela literaria de Ohrid.

La Escuela literaria de Ohrid fue uno de los dos principales centros culturales medievales búlgaros, junto con la Escuela literaria de Preslav.
La escuela fue establecida en Ohrid en el año 886 por San Clemente de Ohrid bajo las órdenes de Boris I de Bulgaria, simultáneamente o poco después de la creación de la Escuela literaria de Preslav. Después que Clemente fue ordenado obispo de Drembica (Velika) en 893, la posición de director del colegio fue asumido por Naum de Preslav.
La Escuela literaria de Ohrid utilizó el alfabeto glagolítico desde su fundación hasta el siglo XII y el alfabeto cirílico desde el final del siglo IX en adelante.